# Madonna col Bambino in gloria con san Francesco d'Assisi, sant'Antonio di Padova e un santo francescano
Madonna col Bambino in gloria con san Francesco d'Assisi, sant'Antonio di Padova e un santo francescano (conosciuto anche come pala Verzeri) è un dipinto del pittore veronese Paolo Farinati, realizzato con la tecnica della pittura a olio su tela, conservato presso il museo di Castelvecchio a Verona.
Grazie al Giornale, il libro in cui Farinati era solito registrare tutte le attività della sua bottega, sappiamo che il dipinto venne commissionato da Ottavio Verzer il 3 luglio 1599 al costo di 40 corone per la cappella di famiglia nella chiesa di Ronco all'Adige. La tela venne poi portata a termine il primo marzo dell'anno successivo. In un'epoca successiva divenne parte della collezione Monga per poi, nel 1911, entrare nelle collezioni civiche di Verona.
Alla sinistra di chi osserva è raffigurato sant'Antonio da Padova con in mano un ramo di gigli, mentre dal lato opposto san Francesco d'Assisi con un libro e il crocifisso. Un terzo personaggio non è identificabile. In alto irrompe sulla scena la Madonna con Gesù Bambino, avvolta nella luce e circondata da angeli.
La tela appare molto scura, sia per volontà del pittore sia per le conseguenze del tempo. Un restauro effettuato nel 1995 comunque ne ha garantito un buono stato di conservazione.
Al museo del Louvre di Parigi sono conservati disegni preparatori di Farinati alla realizzazione della tela.